# Teodoro Enrique Pino Miranda
Teodoro Enrique Pino Miranda (Cucurpe, Sonora, 1 de diciembre de 1946 - Huajuapan de León, Oaxaca, 2 de julio de 2020) fue un obispo mexicano, titular de la diócesis de Huajuapan de León.

## Biografía

### Primeros años
Fue hijo de Ramón Pino y Ramona Miranda. Tuvo 5 hermanos y una hermana. En la infancia cambiaron su residencia a Magdalena de Kino, para que pudieran estudiar los chicos. Ahí estudió en la primaria católica local "Niños Héroes" mismo que servía como inicios para quienes querían inscribirse en el seminario. Se vio involucrado en cuestiones de iglesia desde muy niño ya que su madre fue una de las impulsoras de la nueva capilla de San Felipe de Jesús, que fue luego construida y posteriormente se convirtió en parroquia.   

### Sacerdocio
Fue ordenado sacerdote el 2 de abril de 1972  en la catedral de Nuestra Señora de la Asunción por el Arzobispo de Hermosillo, Carlos Quintero Arce y desde entonces, hasta el año 2000, desempeñó su ministerio en la Arquidiócesis de Hermosillo. 

### Episcopado

#### Obispo de Huajuapan de León
El 2 de diciembre de 2000, el papa Juan Pablo II lo nombró obispo de Huajuapan de León. Tomó posesión de dicha diócesis el 31 de enero de 2001. Ese mismo día Mons. José Ulises Macías Salcedo, arzobispo de Hermosillo, lo ordenó obispo; los co-consagrantes fueron Mons. Carlos Quintero Arce, arzobispo emérito de Hermosillo, y Mons. Felipe Padilla Cardona, obispo de Tehuantepec.

#### Trabajo pastoral
Su trabajo pastoral se centró en el mantenimiento de las estructuras diocesanas y siguió el camino trazado por sus predecesores. Una de sus iniciativas fue el periódico Caminar Diocesano que brinda información sobre la Iglesia católica en la región, que abarca la mixteca guerrerense, poblana y oaxaqueña.
Otra acción de su episcopado fue la creación de la Escuela Diocesana de Agentes de Pastoral (EDAP) cuyo propósito es el de formar a los laicos de la diócesis. Dicha institución ha ido creciendo paulatinamente, también gracias a la notable inversión de recursos humanos.
Desde el inicio de su ministerio episcopal, Mons. Pino Miranda se caracterizó por ser un pastor cercano y sensible a las necesidades del pueblo, sin embargo una enfermedad cancerígena fue limitando su capacidad de trabajo pastoral. A pesar de las dificultades derivadas de la enfermedad y de la edad, optó por no renunciar a su ministerio, con lo que dio tanto ejemplo de valentía como de amor a Dios y a su ministerio. 
En 2016 se celebró en toda la diócesis el 15 aniversario de su ordenación episcopal. En el marco de ese aniversario se organizaron fiestas en las parroquias y el obispo realizó visitas pastorales protocolarias a los varios decanatos. El 31 de enero de 2016 se concluyó el año jubilar con una Calenda, una vigilia festiva y un concierto. También tuvo lugar una concelebración eucarística en el atrio de la catedral. La misa fue presidida por el Arzobispo Metropolitano de Puebla, Mons. Víctor Sánchez Espinosa, además participaron otros 9 obispos invitados. Posteriormente se ofreció una comida de gala en el seminario diocesano.
En los últimos años de su vida, su actividad pastoral se vio menguada por su delicado estado de salud. En Semana Santa de 2019 no pudo celebrar los actos litúrgicos, por lo que tuvo que ser sustituido por el vicario general de la diócesis.

### Fallecimiento
Fue hospitalizado el 1 de julio en el Hospital Rafael Amador de Huajuapan de León a causa del empeoramiento de salud, debido al cáncer que padecía. Falleció al día siguiente, 2 de julio de 2020, a sus 73 años.

### Reconocimiento póstumo
El 8 de septiembre de 2020, el cabildo municipal de Huajuapan de León confirió póstumamente la Medalla General Antonio de León a Mons. Pino Miranda por su labor altruista en la región. Fue muy querido por la comunidad, por lo que le compusieron un corrido en su honor.